# Nambucca Heads
Nambucca Heads – miejscowość w Australii, w stanie Nowa Południowa Walia, na wybrzeżu Mid North Coast, w odległości 512 km na północ od Sydney. Położona przy drodze Pacific Highway, nad rzeką Nambucca.